# Noms officiels de l'Union soviétique
L’Union soviétique, du fait de la grande diversité des langues parlées dans le pays, a de nombreux noms officiels. L'influence importante du pays tant sur ses voisins qu'au niveau international ainsi que ses politiques internes font que son nom est aussi traduit dans de nombreuses autres langues à travers le monde

## Langues parlées en URSS

### Langues des Républiques socialistes soviétiques
Noms officiels de l'URSS dans les langues des quinze Républiques socialistes soviétiques (RSS) membres au moment de la dissolution du pays en 1991 :
| Langue     | Nom dans la langue                                                                               | Nom court                            | Nom simple        | Sigle       | RSS correspondante                                    |
| ---------- | ------------------------------------------------------------------------------------------------ | ------------------------------------ | ----------------- | ----------- | ----------------------------------------------------- |
| Russe      | Союз Советских Социалистических Республик (Soïouz Sovietskikh Sotsialistitchieskikh Riespoublik) | Советский Союз (Sovietskiï Soïouz)   | Союз (Soïouz)     | СССР (SSSR) | République socialiste fédérative soviétique de Russie |
| Ukrainien  | Союз Радянських Соціалістичних Республік (Soïouz Radyans'kikh Sotsialistitchnikh Riespoublik)    | Радянський Союз (Radyans'kiï Soïouz) | Союз (Soïouz)     | СPСР (SRSR) | République socialiste soviétique d'Ukraine            |
| Biélorusse | Саюз Савецкіх Сацыялістычных Рэспублік (Saïouz Savietskikh Sotsyalistytchnykh Respoublik)        | Савецкі Саюз (Savietski Saïouz)      | Саюз (Saïouz)     | СССР (SSSR) | République socialiste soviétique de Biélorussie       |
| Ouzbek     | Совет Социалистик Республикалари Иттифоқи (Soviet Sotsialistik Respoublikalari Ittifoqi)         | Совет Иттифоқи (Soviet Ittifoqi)     | Иттифоқ (Ittifoq) | ССРИ (SSRI) | République socialiste soviétique d'Ouzbékistan        |
| Kazakh     | Советтік Социалистік Республикалар Одағы (Soviettik Sotsialistik Respoublikalar Odagy)           | Советтер Одағы (Sovietter Odagy)     | -                 | ССРО (SSRO) | République socialiste soviétique du Kazakhstan        |
| Géorgien   | საბჭოთა სოციალისტური რესპუბლიკების კავშირი                                                       | საბჭოთა კავშირი                      | -                 | სსრკ        | République socialiste soviétique de Géorgie           |
| Azéri      | Совет Сосиалист Республикалары Иттифагы Sovet Sosialist Respublikaları İttifaqı                  | Совет Иттифагы Sovet İttifaqı        | Иттифагы İttifaq  | ССРИ SSRİ   | République socialiste soviétique d'Azerbaïdjan        |
| Lituanien  | Tarybų Socialistinių Respublikų Sąjunga                                                          | Tarybų Sąjunga                       | Sąjunga           | TSRS        | République socialiste soviétique de Lituanie          |
| Moldave    | Униуня Републичилор Советиче Сочиалисте (Uniunea Republicilor Sovietice Socialiste)              | Униуня Советикэ (Uniunea Sovietică)  | -                 | УРСС (URSS) | République socialiste soviétique de Moldavie          |
| Letton     | Padomju Sociālistisko Republiku Savienība                                                        | Padomju Savienība                    | Savienība         | PSRS        | République socialiste soviétique de Lettonie          |
| Kirghiz    | Советтик Социалисттик Республикалар Союзу                                                        | -                                    | Союз              | ССРС        | République socialiste soviétique du Kirghizistan      |
| Tadjik     | Иттиҳоди Ҷумҳуриҳои Сосиалистии Шӯравӣ                                                           | Иттиҳоди Шӯравӣ                      | -                 | СССР        | République socialiste soviétique du Tadjikistan       |
| Arménien   | Սովետական Սոցիալիստական Հանրապետությունների Միություն                                            | -                                    | -                 | ՍՍՀՄ        | République socialiste soviétique d'Arménie            |
| Turkmène   | Sovet Sotsialistlik Respublikalar Ittifoqi                                                       | Sovet Ittifoqi                       | -                 | SSRI        | République socialiste soviétique du Turkménistan      |
| Estonien   | Nõukogude Sotsialistlike Vabariikide Liit                                                        | Nõukogude Liit                       | Liit              | NSVL        | République socialiste soviétique d'Estonie            |

### Langues des Républiques socialistes soviétiques autonomes
| Langue  | Sigle | Nom plein                                  | Nom court      | Nom simple |
| ------- | ----- | ------------------------------------------ | -------------- | ---------- |
| Ossète  | ССРЦ  | Советон Социалистон Республикӕты Цæдис     | -              | -          |
| Tatar   | СССР  | Совет Социалистик Республикалар Союзы      | Советлар Союзы | -          |
| Yakoute | ССРС  | -                                          | Советскай Союз | -          |
| Finnois | SNTL  | Sosialististen Neuvostotasavaltojen Liitto | Neuvostoliitto | -          |

## Langues parlées hors de l'Union soviétique
Noms officiels de l'URSS dans différentes langues en usage hors de cet État :
| Langue      | Sigle | Nom plein                                      | Nom court                                        | Nom simple |
| ----------- | ----- | ---------------------------------------------- | ------------------------------------------------ | ---------- |
| Français    | URSS  | Union des républiques socialistes soviétiques  | Union soviétique                                 | Union      |
| Allemand    | UdSSR | Union der Sozialistischen Sowjetrepubliken     | Sowjetunion                                      | SU         |
| Anglais     | USSR  | Union of Soviet Socialist Republics            | Soviet Union                                     | Union      |
| Chinois     | -     | 苏维埃社会主义共和国联邦                       | 苏联                                             | -          |
| Coréen      | -     | 소비에트 사회주의 공화국 연방                  | 소비에트 연방 / 소련                             | -          |
| Espagnol    | URSS  | Unión de Repúblicas Socialistas Soviéticas     | Unión Soviética                                  | -          |
| Espéranto   | USSR  | Unio de Sovetaj Socialismaj Respublikoj        | Sovetunio                                        | Sovetio    |
| Grec        | ΕΣΣΔ  | Ένωση Σοβιετικών Σοσιαλιστικών Δημοκρατιών     | Σοβιετική Ένωση                                  | Ένωση      |
| Indonésien  | URRSS | Uni Republik-Republik Sosialis Soviet          | Uni Soviet                                       | -          |
| Italien     | URSS  | Unione delle repubbliche socialiste sovietiche | Unione Sovietica                                 | -          |
| Japonais    | -     | ソビエト社会主義共和国連邦                     | ソビエト連邦 / ソ連 / ソビエト / ソ連邦 / 蘇維埃 | -          |
| Néerlandais | USSR  | Unie van Socialistische Sovjetrepublieken      | Sovjet-Unie                                      | -          |
| Portugais   | URSS  | União das Repúblicas Socialistas Soviéticas    | União Soviética                                  | -          |
| Roumain     | URSS  | Uniunea Republicilor Sovietice Socialiste      | Uniunea Sovietică                                | -          |
| Turc        | SSCB  | Sovyet Sosyalist Cumhuriyetler Birliği         | Sovyetler Birliği                                | -          |
| Viêtnamien  | -     | Liên bang Cộng hòa Xã hội Chủ nghĩa Xô viết    | Liên bang Xô viết                                | Liên Xô    |

## Controverse sur l'usage des majuscules en français
L'usage des majuscules en français diffère de l'usage des majuscules en russe et cela occasionne des difficultés comme le relate Serge Aslanov :

« Aux modes viennent s'ajouter des questions d'amour-propre ou de nationalisme. Il y a quelques années, un traducteur perdit une heure entière pour persuader un historien soviétique des plus éminents qu'il n'avait eu aucune mauvaise intention ni arrière-pensée en traduisant Советский Союз par Union soviétique, tout comme Французская Республика traduit la forme canonique République française, avec sa minuscule de rigueur aux adjectifs qui suivent le nom. Et cette sommité des sciences humaines crut trouver l'argument décisif en ripostant : « Et que faites-vous de Grande-Bretagne ? », sans songer au cas plus embarrassant des États-Unis et des Pays-Bas. »

## Dans la culture populaire française
- Coluche (1944-1986) a exercé son humour, dans Revue de presse : « Affaire Debreuil. Ça s’écrit « de Broglie », c’est des noms d’faux j’tons, ça s’écrit pas comme ça s’prononce. C’est comme les Russes, sur le maillot, y’a écrit CCCP... Au lieu d’URSS, les Mexicains, y croyaient que c’était "CourouCouCou Paloma." »[2].